# Richard Diebenkorn
Richard Clifford Diebenkorn Jr. (* 22. April 1922 in Portland, Oregon; † 30. März 1993 in Berkeley, Kalifornien) war ein US-amerikanischer Maler.
Als Diebenkorn zwei Jahre alt war, zogen seine Eltern mit ihm in die Nähe von San Francisco. 1940 begann Diebenkorn sein Studium an der Universität Stanford. Zunächst war sein Stil stark vom Ultrarealismus Edward Hoppers beeinflusst.
In den 1940er und 1950er Jahren lebte er an vielen verschiedenen Orten in den USA (New York, Woodstock, Albuquerque, New Mexico, Urbana, Illinois, Berkeley) und entwickelte dabei seinen eigenen Stil, der dem abstrakten Expressionismus nahestand. Der abstrakte Expressionismus war während der 1940er Jahre in New York entstanden, das nach dem Zweiten Weltkrieg Paris als Zentrum der Kunstwelt ablöste. Wichtige Impulse für Diebenkorns Malerei waren die Arbeiten von Clyfford Still, Arshile Gorky und Willem de Kooning. Diebenkorn wurde der führende abstrakte Expressionist an der Westküste.
Von 1955 bis 1966 lebte Diebenkorn in Berkeley, Kalifornien. Zu dieser Zeit unterschied sich die zeitgenössische Malerei an der Westküste vor allem durch ihre Rückkehr zur figurativen Malerei von den Werken der New Yorker Künstler. Diebenkorn, Elmer Bischoff, David Park, James Weeks, und später Joan Brown, Manuel Neri, Nathan Oliveira und andere waren Teil dieser Renaissance der figurativen Malerei, die später als Bay Area Figurative Movement bezeichnet wurde. Ein weiterer wichtiger Einfluss für Diebenkorn war die Malerei von Henri Matisse. 1965 reiste Diebenkorn sogar in die Sowjetunion, um dort Werke von Matisse zu studieren.
Von 1967 an kehrte Diebenkorn zur abstrakten Malerei zurück, diesmal aber in einem sehr persönlichen, geometrischen Stil, der sich deutlich von seinem früheren abstrakten Expressionismus unterschied. Er begann seine berühmtesten Gemälde, die „Ocean Park“ Serie, 1967 und entwickelte sie in den folgenden 25 Jahren in mehr als 140 Gemälden. Sie sind vor allem von den Luftbildern und vielleicht vom Ausblick aus dem Fenster seines Ateliers inspiriert und nach einem Ort in Santa Monica, Kalifornien, benannt, wo er sein Atelier hatte.
Zu dieser Zeit unterrichtete Diebenkorn an der University of California, Los Angeles. 1967 wurde er in die American Academy of Arts and Letters, 1979 in die American Academy of Arts and Sciences und 1982 in die National Academy of Design gewählt.